# Polsko na Zimních olympijských hrách 2006
Polsko na Zimních olympijských hrách 2006 reprezentovalo 45 sportovců (29 mužů a 16 žen) ve 11 sportech.

## Medailisté
| Medaile | Jméno                | Sport         | Disciplína       |
| ------- | -------------------- | ------------- | ---------------- |
| Stříbro | Tomasz Sikora        | Biatlon       | muži 15 km       |
| Bronz   | Justyna Kowalczyková | Běh na lyžích | ženy 30 km volně |